# Raymond (Missisipi)
Raymond – miasto w Stanach Zjednoczonych, w stanie Missisipi, w hrabstwie Hinds.